# كان سيردار
كان سيردار (بالألمانية: Can Serdar)‏ هو لاعب كرة قدم ألماني في مركز الوسط، ولد في 2 فبراير 1996 في ألمانيا. لعب مع فورتونا كولن.

## وصلات خارجية
- كان سيردار على موقع قاعدة بيانات كرة القدم.إي يو (الإنجليزية)
- كان سيردار على موقع عالم كرة القدم.نت (الإنجليزية)